# Zdzisława Dacko-Pikiewicz
Zdzisława Dacko-Pikiewicz – rektor Akademii WSB, doktor habilitowana nauk społecznych w dyscyplinie nauki o zarządzaniu i jakości.

## Życiorys
Stopień doktora habilitowanego w dyscyplinie nauki o zarządzaniu i jakości uzyskała w Akademii WSB w 2019 r. Zawodowo związana z Akademią WSB od początku jej istnienia. W latach 1999–2004 pełniła funkcję Prorektora ds. Organizacyjnych, następnie pełniła funkcję Prorektora ds. Rozwoju, a od 2008 r. pełni funkcję Rektora Akademii WSB.
Od kilku lat działa m.in. na rzecz rozwoju współpracy między sektorem nauki i biznesu. Przewodnicząca Rady Regionalnej Izby Gospodarczej w Katowicach w kadencji 2023-2028 (wcześniej Wiceprzewodnicząca od 2014 r.) oraz Przewodnicząca Komisji ds. Innowacyjności, Konkurencyjności i Współpracy Nauki z Biznesem działającej przy Radzie Regionalnej Izby Gospodarczej w Katowicach (od 2015 r.). 
Członek Komisji Oceny Projektów w ramach Programu Operacyjnego Kapitał Ludzki przy Ministerstwie Nauki i Szkolnictwa Wyższego (w latach 2008–2015), Członek Śląskiego Forum Ekspertów pełniącego funkcję opiniodawczo-doradczą Zarządu Województwa Śląskiego, Członek Śląskiej Rady do Spraw Bezpieczeństwa Pracy przy Okręgowym Inspektorze Pracy w Katowicach, Członek Komitetu Sterującego Regionalnej Strategii Innowacji przy Marszałku Województwa Śląskiego (2015–2023)., Członek Rady Społeczno-Gospodarczej przy Zarządzie Górnośląsko-Zagłębiowskiej Metropolii (2018-2021), Członek Rady Programowej Stowarzyszenia Biznes-Nauka-Samorząd „Pro Silesia”, Członek Rady Nadzorczej Polskiej Unii Edukacyjnej, wchodzącej w skład  Konfederacji Lewiatan, Wiceprzewodnicząca Konferencji Rektorów Akademickich Uczelni Niepublicznych (2020-2024, 2024-2028), Członek Komisji Ekonomicznej Konferencji Rektorów Akademickich Szkół Polskich, Członek Komisji Stosunków Polsko-Czeskich i Polsko-Słowackich, Prezydium Oddziału Polskiej Akademii Nauk w Katowicach, Członek Zarządu Towarzystwa Naukowego Organizacji i Kierownictwa Oddział w Dąbrowie Górniczej (od 2014 r.).
Członek Rady Europejskiego Kongresu Gospodarczego, Członek Rady Programowej Europejskiego Kongresu Małych i Średnich Przedsiębiorstw oraz Prelegentka Światowego Kongresu Klastrów i Narodowego Kongresu Nauki. Honorowa Ambasadorka Kongresów Polskich.
Członek wielu stowarzyszeń międzynarodowych m.in. Członek American Management Association, Członek EFMD – European Foundation for Management Development, Członek EUA –  European University Association, Członek EWORA - European Woman Rectors Association, Członek Rady Redakcyjnej Cultural Management: Science and Education i Security Forum.
Aktywnie działa na rzecz wszechstronnego rozwoju kobiet m.in. jako członek European Woman Rectors Assosciation (EWORA) i Ambasadorka Przedsiębiorczości Kobiet Polskiej Sieci Ambasadorów Przedsiębiorczości Kobiet.
Propagatorka idei kształcenia ustawicznego. Angażuje się w rozwój społeczny, kulturalny i gospodarczy regionu poprzez promocję nauki, wiedzy, umiejętności i kompetencji, zwiększanie możliwości formalnego i nieformalnego uczenia się przez całe życie.
Zastępca Redaktora Naczelnego międzynarodowego czasopisma Cultural Management: Science and Education oraz Przewodnicząca Komitetu Naukowego czasopisma Security Forum.

## Działalność naukowa
Jej zainteresowania naukowe koncentrują się wokół szeroko rozumianego zarządzania: dotyczą problematyki przedsiębiorczości firm rodzinnych, współczesnych koncepcji zarządzania, zarządzania kompetencjami, zarządzania reputacją, zarządzania w kulturze, transferu wiedzy z nauki do gospodarki, rozwoju gospodarki opartej na wiedzy, innowacji, monitoringu rynku pracy, wykształcenia, kompetencji innowacyjnych menedżerów, odpowiedzialnego przywództwa, zrównoważonego rozwoju, modeli kształcenia, a także synergii między nimi. Autorka lub współautorka kilkudziesięciu publikacji naukowych wydanych w międzynarodowych wydawnictwach, takich jak Taylor & Francis, Routledge, Nova Science Publishers, oraz czasopismach: PLOS One, EaM: Ekonomie a Management, IEEE Access, Energies, Management, Central and Eastern European Journal of Management and Economics, Business, Management and Economics Engineering i in., indeksowanych w bazach Scopus i Web of Science (Scopus – h-index: 15, Web of Science – h-index: 12, sumaryczny IF= 41,508, Google Scholar – h-index: 20 – stan na 4 lipca 2024 r.).

## Publikacje naukowe
Wybrane monografie naukowe i redakcje:
- 2024: Philosophy and Leadership An Evolution of Leadership from Ancient Times to the Digital Age, Routledge[11]
- 2023: Theoretical and practical aspects of enterpreneurship, A case study of Poland, Routledge[12]
- 2022: Reputation Management and Family Business, Routledge[13]
- 2022: Smart cities: zarządzanie inteligentnym miastem, Wydawnictwo Naukowe Akademii WSB
- 2019: Zarządzanie reputacją firm rodzinnych, Wydawnictwo Naukowe PWN[14]
- 2018: Innovation processes in the social space of the organization, Nova Science Publishers[15]
- 2015: Innowacje i przedsiębiorczość w procesie podnoszenia konkurencyjności przedsiębiorstw, Wydawnictwo Naukowe WSB
- 2014: Współczesne społeczeństwo w wirtualnej rzeczywistości: wielość szans i dylematów, Oficyna Wydawnicza „Impuls”
- 2013: Study about contemporary higher education: theorie and practice, Shaker Verlag(inne języki)
- 2010: Zarządzanie marketingiem w szkole wyższej: komunikacja marketingowa uczelni, Wydawnictwo Naukowe WSB
- 2007: Absolwenci wyższych uczelni ekonomicznych na rynku pracy Unii Europejskiej: międzynarodowe badania porównawcze, Wydawnictwo Naukowe WSB

## Nagrody i odznaczenia
Za działalność naukową, społeczną i organizacyjną odznaczona i uhonorowana:
- Złotym Krzyżem Zasługi (2023)[16][17],
- Srebrnym Krzyżem Zasługi (2018)[18],
- Brązowym Krzyżem Zasługi (2007)[19],
- medalem Komisji Edukacji Narodowej (2004),
- uhonorowana nagrodą indywidualną II stopnia Ministra Nauki i Szkolnictwa Wyższego za wybitne osiągnięcia organizacyjne w roku akademickim 2014/2015 i 2015/2016,
- Złotym Medalem za Zasługi dla Policji (2021),
- Srebrnym Medalem za zasługi dla Policji (2013),
- tytułem „Promotor Polski”[20](2022),
- nagrodą Orły 2023 Tygodnika WPROST w kategorii "Nauka”[21](2023),
- Medalem Honorowym przyznanym przez Ministerstwo Spraw Zagranicznych Republiki Czeskiej (2007),
- Złotą Odznaką Honorową za zasługi dla województwa śląskiego (2013),
- tytułem Super Dąbrowianina Roku (2014),
- tytułem Menedżera Zagłębia w kategorii Edukacja i szkolnictwo (2014),
- Honorową Odznaką XXV-lecia Regionalnej Izby Gospodarczej (2015),
- tytułem Przyjaciel Śląskiego Budownictwa (2015).

Zajęła drugie miejsce w plebiscycie Dziennika Zachodniego „50 wpływowych kobiet woj. śląskiego” (2016). Dwukrotna laureatka honorowego wyróżnienie prezydenta miasta Dąbrowa Górnicza, nagrody „Złotego Lauru” im. Adama Piwowara w 2015 i 2022.  W 2023 r. została wyróżniona oraz uhonorowana statuetką „Spolegliwy Przyjaciel Rzemiosła”.